# Isaquias Queiroz
Isaquias Queiroz dos Santos (Ubaitaba, 3 gennaio 1994) è un canoista brasiliano, specializzato nella velocità.

## Palmarès
- Giochi olimpici

Rio de Janeiro 2016: argento nel C1 1000 m e nel C2 1000 m e bronzo nel C1 200 m.
Tokyo 2020: oro nel C1 1000 m.
Parigi 2024: argento nel C1 1000 m
- Mondiali

Duisburg 2013: oro nel C1 500 m e bronzo nel C1 1000 m.
Mosca 2014: oro nel C1 500 m e bronzo nel C2 200 m.
Milano 2015: oro nel C2 1000 m e bronzo nel C1 200 m.
Račice 2017: bronzo nel C1 1000 m.
Montemor-o-Velho 2018: oro nel C1 500 m e nel C2 500 m, bronzo nel C1 1000 m.
Seghedino 2019: oro nel C1 1000 m e bronzo nel C2 1000 m.
- Giochi panamericani

Toronto 2015: oro nel C1 200 m e nel C1 1000 m e argento nel C2 1000 m.
Lima 2019: oro nel C1 1000 m.